# 藤堂長正

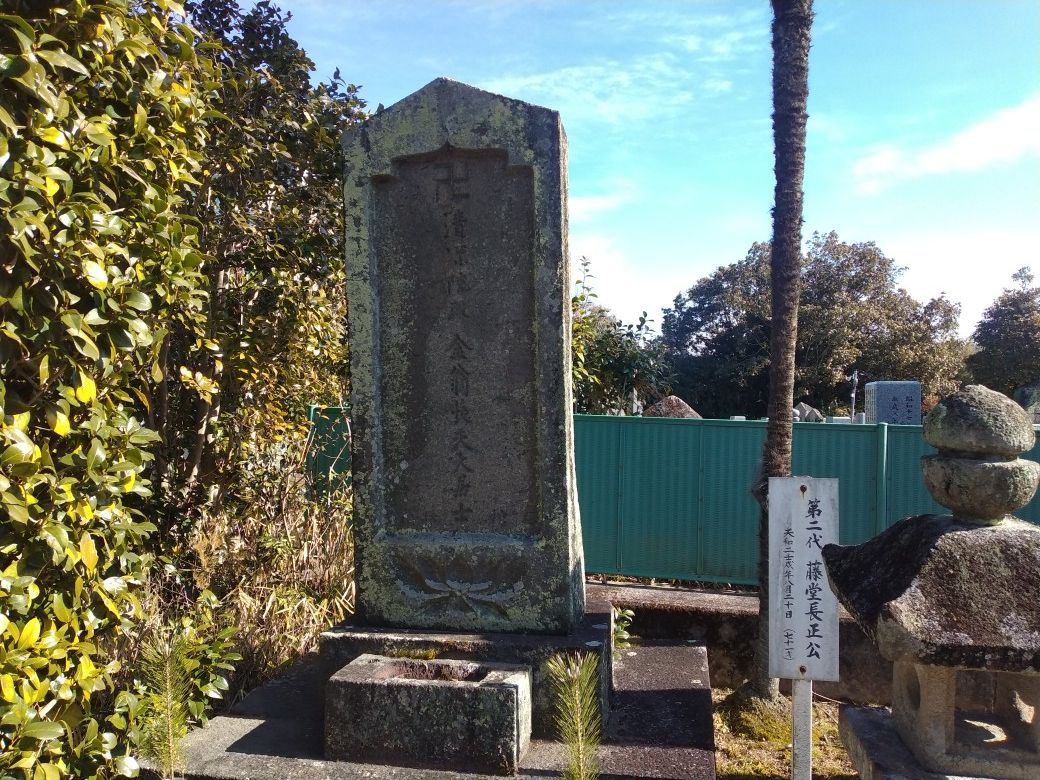
藤堂長正の墓(名張市徳蓮院)

藤堂 長正（とうどう ながまさ、慶長19年（1614年） - 天和2年8月20日（1682年9月21日））は、津藩士名張藤堂家（藤堂宮内家）第2代。伊賀国名張1万5000石の領主。
幼名は武蔵。諱は長広、長治、長正。通称は九八郎、兵部、宮内。父は名張藤堂家初代・藤堂高吉。母は側室の慶法院。祖父は丹羽長秀。兄弟は藤堂勘解由室、藤堂源助室、生駒河内正幸室、藤堂長直、藤堂長之、藤堂長則、藤堂長俊。正室は生駒正俊の娘。子は長守、長宥、長定、桂草因室、藤堂隼人長好室、本阿弥光常室、隅屋惣左衛門室、有馬涼竹室、小澤宇右衛門正言室。
慶長19年（1614年）、伊予今治城に藤堂高吉の子として生まれる。慶長年中は江戸で幕府の人質として暮らす。寛永11年（1634年）、父高吉に従って上洛中の将軍徳川家光に御目見する。寛文10年（1670年）、高吉の死去により家督相続し、兵部から宮内と改める（こののち名張藤堂家は通称「藤堂宮内家」とも呼ばれることになる）。藩主藤堂高久の命で父の遺領2万石のうち5000石を3人の弟、長留（隼人）、長之（織部）、長則（九兵衛）に分与し、知行高1万5000石となった。この分知は藩主家による、名張藤堂家の勢力を削ぐ狙いがあったとされ、これにより名張藤堂家の藩内の家格は下げられた。天和2年（1682）8月20日、病気療養のため京都堀川の藤堂家屋敷に滞在中に死去した。享年69。法名は清涼院殿金翁長天大居士。葬地は名張徳蓮院。